# Dorcatoma substriata
Dorcatoma substriata é uma espécie de insetos coleópteros polífagos pertencente à família Anobiidae.
A autoridade científica da espécie é Hummel, tendo sido descrita no ano de 1829.
Trata-se de uma espécie presente no território português.